# Nónhnúkur
Nónhnúkur är en bergstopp i republiken Island. Den ligger i regionen Västfjordarna, 230 km norr om huvudstaden Reykjavík. Toppen på Nónhnúkur är 350 meter över havet.
Trakten runt Nónhnúkur är nära nog obefolkad, med mindre än två invånare per kvadratkilometer. Det finns inga samhällen i närheten. Trakten runt Nónhnúkur består i huvudsak av gräsmarker.